# Nuevo Mundo (Canal de televisión)
Nuevo Mundo es un canal de televisión por suscripción de Guatemala, fundado en 2006. Su propietaria es la familia González Gamarra, siendo el fundador del grupo, Humberto González Juárez, quién inició con Radio Nuevo Mundo en 1947.
Su programación proporciona un análisis noticioso de la coyuntura nacional, así como programas de debate y opinión. Nuevo Mundo fue aliado de la cadena de noticias CNN en Español y un bloque de RTVE llamado 24 horas en donde retransmitía las noticias internacionales de dicha cadena.
Cuenta con producciones en las áreas de cultura y entretenimiento, dentro de los cuales destacaron Matutino Express (2009-2020) y De los 20 a las 50. Y contó con alianzas para transmisión de contenido de entretenimiento con Warner Bros., Caracol Televisión, Telemundo y Televen.
En 2014 produjo el primer reality show guatemalteco, "El Periodista".
Transmite su señal a través del satélite Satmex 8, cubriendo gran parte del continente americano, también se transmite a través de la web.

## Historia
El canal comenzó en 2009 como canal de televisión Guatemalteca propiedad de Grupo Nuevo Mundo, junto a su canal hermano Más Música.

## Emisora de radio
Nuevo Mundo es una emisora radial guatemalteca de frecuencia modulada ubicada en la Ciudad de Guatemala que es emitió por 96.1 FM que es perteneciente a Grupo Nuevo Mundo  Es una radio musical de música en español e inglés con su programación de Noticias llamado Nuevo Mundo Noticias, además de transmitir el radio periódico privado más antiguo del país, "El Independiente", iniciado en 1963.

## Programación
- Nuevo Mundo Noticias

## Frecuencias de la radio
- Guatemala 96.1 FM
- Huehuetenango 105.3 FM
- Santa Rosa 91.1 FM
- Petén 101.7 FM
- San Marcos 105.9 FM
- Chiquimula 105.1 FM
- Suchitepéquez 103.9 FM
- Moyuta 96.7 FM
- Quetzaltenango o Xela 105.1 FM
- El Quiché 88.3 FM
- Alta Verapaz 103.1 FM
- Retalhuleu 96.7 FM
- Chimaltenango 101.3 FM y 93.9 FM
- Sololá 105.5 FM
- Jalpatagua 96.7 FM